# Unholy
Unholy — финская группа, играющая в стиле дум-метал, с 1988 по 1990 год известная под названием Holy Hell.

## История
Музыкальный коллектив Unholy был образован в 1988 году гитаристом Jarkko Toivonen и басистом Pasi Äijö. В 1989 году было записано первое демо Kill Jesus', после которого название группы меняется на Unholy. После прихода Ismo Toivonen (гитара, клавиши) Unholy, в 1990 году, записали второе демо Procession of Black Doom.
В 1991 году в коллектив приходит новый барабанщик Jan Kuhanen, с которым был записан мини-альбом Trip to Depressive Autumn.
В 1993 году Unholy заключили контракт с лейблом Lethal Records и выпустили дебютный альбом From the Shadows. В следующем году выходит ещё один альбом The Second Ring of Power, после которого Unholy распадаются. В период с 1994 по 1996 год многие участники заняты своими соло-проектами, но в середине 1996 года они воссоединяется и в 1998 году выпускают альбом Rapture. После выпуска альбома приходит новая клавишница/вокалистка Veera Muhli и с ней, в 1999 году, записывают альбом Gracefallen.

## Дискография
- 1989 — Kill Jesus (демо, выпущено под названием Holy Hell)
- 1990 — Procession of Black Doom (демо)
- 1991 — Trip to Depressive Autumn (мини-альбом)
- 1993 — From the Shadows
- 1994 — The Second Ring of Power
- 1998 — Rapture
- 1999 — Gracefallen

## Состав

### Последний состав
- Pasi Äijö — вокал, бас-гитара (1988—2002)
- Ismo Toivonen — гитара, клавишные (1989—2002)
- Jade Vanhala — гитара (1999—2002)
- Jan Kuhanen — ударные (1991—2002)
- Veera Muhli — вокал, клавишные (1998—2002)

### Бывшие участники
- Jarkko Toivonen — гитара (1988—1994)
- Kimmo Hänninen — ударные